# 御宅族

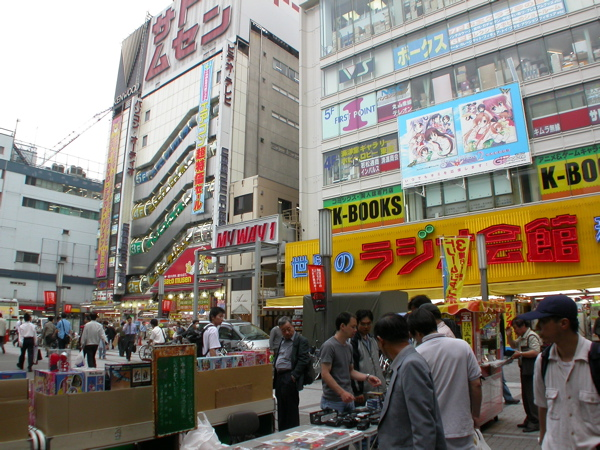
日本東京的秋葉原是受御宅族歡迎的指標據點（2003年）

御宅族（日语： otaku／ otaku／ wotaku）是1970年代在日本誕生的稱呼，現在用來指喜愛某一流行文化的愛好者。原本是作為對漫畫、動畫、科幻、特攝、電腦、電玩、玩具、猜謎、模型、鐵路、格鬥技等嗜好性強的愛好者的一部分第二人稱，將其稱之為是帶有揶揄之意所派生而出的術語，在日本泡沫經濟時期開始被廣為人知；當時稱之為、，並無明確的定義。雖然現在涵蓋了更廣泛領域的愛好者，其實際狀態並不統一。
在英語中有「極客」（geek）、「怪咖」（nerd）這樣的詞彙，雖然經常會在宣傳媒體等處看見被作為翻譯詞應用，但無論哪個，皆欠缺「御宅族」所著重的部分（「極客」未包含次文化、「怪咖」是以刻板印象對於性格的貶義詞）。因此，自21世紀時起，將日語發音直接轉寫成拉丁字母的「otaku」，亦開始被廣泛通用。意指一位熱衷、埋頭於某項領域的人物，並將其領域作為前綴，稱呼為「○○宅」（○○おたく），亦有用來自稱的情況。
日本文化評論家中森明夫於上連載的《御宅的研究》（「おたく」の研究）專欄中，初次正式的使用這個名詞來稱呼這個族群。「御宅族」此一用詞在某些用法中會帶含貶義，因為大眾對此一族群帶有刻板印象，以及宮崎勤所犯下的殺人事件。然而根據一項發表於2013年的研究，「御宅族」此用語已較少用作貶義詞，且愈見多人自稱為御宅族。
御宅亞文化是許多動漫畫作品、紀錄片，以及學術研究的中心主題。御宅亞文化始於20世紀80年代，並因社會心理的變化、較有利於培育御宅族的日本教育，以及不出外工作現象盛行而起。亞文化的誕生與動漫市場的爆發時間吻合——該時間點位於御宅亞文化分支为Comic Market以前，像機動戰士GUNDAM般的作品發行以後。御宅族的定義隨後變得更为複雜，並出現了不同的子分類。野村综合研究所於2005年將御宅族分為12个組别，並以此估計每個組别的規模和市場影響。其他機構則進一步把御宅族細分，或只專注於某一个组别。這些出版物以所熱衷的事物來把御宅族分類，包括動畫、漫畫、相機、汽車、偶像，以及電子產品。御宅族的經濟影響更估計高達2兆日元（180億美元）。部分御宅族的天賦較高，多半是繪畫或學習能力，因此成績都不差，還可能會有類似「覺醒」的潛能爆發
。

## 起源
在日语原文“おたく”中，这个词的原始词根是日语"御宅"，中文意思是“府上”或“您家”，用来对对方家里的尊称，而后日语“御宅”一词被用作第二人称代词，中文意思是“您”或“您那里”，用来指代对方的家庭或丈夫。受20世纪50年代的日本学生运动影响，以青年层为中心，它也被用作称呼对个人的敬称使用，特别是在年轻人中。作为与日语"あなた"（anata）或 "きみ"（kimi）相比，一种保持一定距离的称呼。。“御宅”被称为“おたく”之前的历史研究并不多，根据日本学者内田树的说法，从"SF"到 "Otaku"的起飞是对1960年代末少年文化 "过度政治化 "的反应，它是自闭的，无法客观地阐述自己的立场。
在1982开始播出的机器人动画《超时空要塞》中，主角一条辉使用第二人称“御宅（おたく）”来称呼林明美，粉丝在Comic Market和日本SF大会上模仿这个词。
現代俚語中的「御宅族」只以寫成平假名（おたく）、片假名（オタク/ヲタク）和日语罗马字的方式來跟舊用法作區分。日本幽默作家和散文家中森明夫於漫畫月刊上連載的《御宅的研究》專欄中，初次正式使用「御宅」一詞，用以代指令人不快的粉絲。具體來說，中森如此描述這個「御宅」族群：
你知道Comic Market嗎？去年，二十三歲的我第一次去那裡，真令人吃驚啊！......說起為何吃驚，那應該說就是對從東京四面八方聚集而來的一萬多少年少女非同尋常的舉止。看，這些人可能在哪個班級都可以看到，他們不擅長運動，課間休息時也悶在教室裡，或在樹蔭下磨磨嘰嘰的沉迷將棋之類的。就這一幫人，或留著三七分長髮，或披頭散髮，或平頭短髮，或留著兒童頭。他們瀟灑地身穿父母從伊藤洋華堂或西友買來的980、1980日圓的襯衫褲子，腳上穿著流行於幾年前印有R字的盜版運動鞋，身上背著鼓脹的雙肩包，邋里邋遢的就來了。
然而早於1970年代開始，美樹本晴彥和河森正治这兩位動畫製作人已經開始使用這個辭彙互相尊稱。據推測，一些愛好者會持續使用它來互稱，而一些則会在日后轉用不那麽正式的用詞。因为持續使用「御宅」一詞会引起尴尬，所以中森明夫選擇以其來标签某些粉絲。明治大學作家和講師森川嘉一郎將《御宅的研究》確定為「御宅族」的語源。
另有說法認為其源於科幻作家新井素子的作品，她於其小說中以第二人稱代詞的方式來使用「御宅」這個辭彙。除此之外，亦有一种說法認为其源於1981年的一篇雜誌文章。
1989年發生的宮崎勤殺人事件把大眾对御宅族的印象徹底消極化。宮崎勤先後綁架及殺害4名年紀介乎4至7歲的女童，並遭發現收藏了5,763部錄像帶，其中一些載有恐怖電影和動畫，一些則載有受害者的影片和照片。及後現代知識雜誌《寶島別冊》为了深入分析御宅族此一族群，刊登了由御宅族所寫的19篇探討文章。並把該期（第104期）命名為「御宅族之書」（ Otaku no Hon），学者拉迪亞德（Rudyard）認为這普及了「御宅族」這個辭彙。

### 類似概念及應用
御宅族在現代日本俚語中相當於英語的geek及nerd等詞，但御宅族在日本較为含貶義。御宅族亦比以上兩者更为广義——它可以代指任何熱衷於特定主題、興趣或娛樂的粉絲。「人們是依據某人的行為來判斷及稱其为御宅族——一旦認定某人為御宅族，人們便会同时認定其跟社会脱節。」御宅族以外来语的形式進入英語及汉语中。它通常用於代指熱衷於動漫的粉絲，但也可以代指熱衷於日本視頻遊戲或日本文化的人。美國雜誌《御宅族 USA》更是強化了此一理解。這個詞的使用是一些粉絲爭論的根源，因為它的消極內涵且以刻板印象定型了御宅族本身。於1988年首播的《飛越巔峰》提到動漫粉絲即為御宅族，使得这种用法變得大为盛行。《飛越巔峰》於1990年3月正式以英語配音的形式播映。1991年首播的《御宅族的錄影帶》亦討論了御宅族的形象，不論是積極还是消極的。威廉·吉布森的《阿伊朵》也推廣了御宅族这个俚語。

## 亞文化

### 據點
位於東京的秋葉原是一個受御宅族歡迎的據點。那裡為女僕咖啡廳的首創之地，並設有許多家售賣動漫周邊、復古視頻遊戲，和卡牌遊戲等商品的專門店。另一個受御宅族歡迎的據點是位於東京池袋的乙女路。名古屋市立大學的學生曾為名古屋市推動一個宣傳計劃，他們在此計劃中為了吸引更多御宅族遊覽名古屋市，而特意對外推廣與御宅文化相關的隱蔽旅遊景點。

### 亞型
目前已有幾個特定的用語用於稱呼幾個類型的御宅族。例如不少熱衷於Yaoi（男同性愛情）的女性會自嘲自己為「腐女」（日语： Fujoshi）。歷女（ Reki-jo）則是對熱衷於日本歷史的女性的稱謂。熟悉秋葉原文化的人亦可稱其为秋叶原系；御宅藝（ Wotagei或 otagei ）則是一種屬於秋叶原系的舞蹈或打氣動作。痛車則是指用以彩繪或貼紙黏貼等方式把ACGN人物裝飾上去的車輛，以美少女遊戲和日本成人遊戲內的人物裝飾的車輛較常会用此詞代指。

### 媒體
部分御宅族經常會以創作的方式表達對御宅亞文化的自嘲，其他御宅族亦喜歡观看那些作品以達至自嘲的目的。不少動漫都會以御宅族自嘲为主題，其中一個例子就是《御宅族的錄影帶》，其曾播出一段嘲弄御宅亞文化的直播訪談式仿纪录片，該仿纪录片的受訪者包括GAINAX自身的工作人员。像《現視研》和《漫畫派對》般的作品儘管以御宅亞文化为一个主題，但相對較少對其作出嘲弄。一個著名的跨媒體作品《歡迎加入NHK！》除了同樣聚焦於御宅亞文化以外，還加入了其他社會遺棄者的描绘元素在內，比如繭居族和尼特族。聚焦於御宅族角色的作品還包括《我不受歡迎，怎麼想都是你們的錯！》，故事的主角為一名經常玩乙女遊戲的御宅族，且其既不善交際又欠缺吸引力。

## 評價
由於對於次文化產物過度熱衷，易被社會大眾視為不事生產的一群。此外，收集某些次文化產品，如槍枝或色情內容品等等，可能會因此被視為潛在罪犯。如日本曾經發生過的有名案件「東京‧埼玉連續幼女誘拐殺人事件」（又稱宮崎勤事件，1988年—1989年）的犯人宮崎勤，因為從家中起出大量的幼女色情動畫錄影帶的畫面被媒體大幅報導 （而在後來在一名記者的blog指出是當時的媒體炒作，搜出的大多是正常向的ACG作品，而非傳媒報導中的色情物品，使OTAKU母群體的聲譽被社會所質疑）。加以因為過分熱衷特定領域，其中不少人對於人際關係與社交能力相對於一般人而言較為不善及不活躍，故日本社會對於這族群的觀感普遍來說並不是很好。其中亦有多種體材的作品描寫日本對御宅族的岐視和誤解。受到各種媒體的影響，日本國外對OTAKU一詞的理解亦偏向於較為負面。即使並非負面，亦只是視為並不能脫離小孩子興趣的動漫迷。
相對地，日本有一段時期不少歌星不介意承認自己為御宅族，例如SMAP等團體亦會出席御宅向的節目，還使用了大量的GUNDAM名言和術語。在2007年國際漫畫奬的典禮中，日本的外務大臣（麻生太郎，詳參下部）亦用廣東話說出“其實外務大臣都係動漫迷嚟架”（其實外務大臣都是動漫迷）。
2004年轟動日本的網路故事《電車男》塑造了一個日本社會中認為的宅男形象：不重外表、沒女性緣、不敢與女性交談、對電腦在行、對次文化在行、會收集各式各樣的模型。隨著故事拍成真人電影版、電影劇及畫成漫畫輸出世界各地，「電車男」的形象便變成普遍的御宅族或宅男形象。

### 社會影響
2008年6月於秋葉原發生的屠殺案讓御宅族和社會的溝通問題浮出水面，香港報紙《明報》認為日本社會排擠御宅族社群導致御宅族和社會更加脫節、更加難融入社會有關。此次事件實際上著眼點不應該放在屠殺者是否御宅族，此案中兇手主要是因為工作不穩定而對社會失望，和他是否御宅族的關係實際上無關。
而媒體認為兇手是御宅族的證據只有他在畢業冊上畫的一位男性遊戲角色，畫的數目亦只有一張，證據是否足夠存有疑問。香港媒體更在沒有任何額外證據之下，單憑案中兇手是在秋葉原犯案便直指他是御宅族。。

在零零年代前，日本學界對御宅族的討論，基本上是從社會風險或社會病理的角度開展。舉例而言，日本社會學家上野千鶴子就曾評價道：
如果能在玩美少女遊戲時不犯下性犯罪，然後一個人平靜的逝世，那就太好了。這樣一來，就不必再生產一個厭惡噪音卻又煩人的男人。（分段）。但是在某些情況，他們晚年可能會惡性化。例如他們錯誤的生了小孩，那就嚴重了。孩子是他們無法控制的噪音。對厭惡噪音的雙親所生的小孩，這就如同受難一樣。考慮到這點，我認為少子化是OK的。

### 市場價值
目前的日本，此方面的情勢開始產生轉變，由於日本乃為資本主義掛帥的國家，「經濟價值」就成為了一切的總指標。日本著名的社會經濟研究團「野村綜合研究所（野村総合研究所）」，於2004年提出了，提出了這個市場有著兩兆三千億日圓的規模，但因為被認為當初的研究方向並不夠廣，而實際上的市場規模可能更大。加以義大利主辦的「威尼斯雙年展第9回國際建築展」（La Biennale di Venezia），日本館的出展項目便是以「御宅族 空間＝人格＝都市」為主題，某些動漫畫中創生的符號與角色也被一些國際知名的設計名牌採用，使其價值開始重新被世人所肯定。

### 國際名人的肯定
2014年10月15日，韓國《中央日報》採訪了多位首爾國立大學的教授，尋找日本人諾貝爾獎得主輩出的原因。其中一名受訪教授主張：
|  | 诺贝尔奖要像日本的‘御宅族’那样，不断有那些狂热于研究的人出现才成为可能 |

2002年諾貝爾物理學獎得主小柴昌俊相當熱衷電子遊戲，曾自稱是「世界最高齡的電玩迷」。《最終幻想》是他最喜歡的遊戲。
2015年4月28日，美國總統巴拉克·歐巴馬以國賓之禮迎接日本首相安倍晉三伉儷來訪，並在白宮草坪記者會的演說中表示：「美國人，尤其是我們的年輕人，可以藉此機會，感謝日本為我們帶來不少我們珍愛的東西，例如空手道、卡拉OK、漫畫和日本動畫。當然，還有繪文字。」。

## 社會運動
由於社會大眾對御宅族的認知與御宅族的內部認知出現差距，同時亦有動漫愛好者不滿被稱呼為「御宅族」、「宅男」或「電車男」，因此世界各地均有與御宅族相關的社會運動，主要是希望澄清大眾對這個族群的誤解，及反對歧視御宅族與動漫文化。

### 日本
「630秋葉原解放」
2007年6月30日，日本進行了「630秋葉原解放」大遊行，由「革命的御宅族主義者同盟」、「革命的萌主義者同盟」及「革命的非受歡迎同盟」的三派系全學連主辦，約有500人參與。以播放動畫歌、跳舞、Cosplay等形式進行，由末廣町站附近的鍛鍊公園至和泉公園，全程約40分鐘。
他們主張「全部的御宅族、萌、非受歡迎者、cosplayer、女僕、尼特族、隱蔽青年、蘿莉控、正太控、腐女腐男、同性戀、非主流性取向者、貧窮者、勞工階層、苦學生、醉酒者，其他諸如此類的大笨蛋與少數者集結起來吧！然後造就屬於我們的時代！」並且要求中止秋葉原再開發，反對傳媒對御宅族的偏見，反對有關限制動漫畫畫面的法案，並責難各鐵路公司及宗教團體，強調御宅族及御宅文化的存在。

### 台灣
「923街頭集會活動　動漫愛好者的聲音」
2007年9月1日，中國電視公司《我猜我猜我猜猜猜》節目對御宅族的不實描述引起動漫愛好者反感。蕭奕辰於網上結集相同意見者，於同年的9月23日在台北重陽公園（即中視大樓側）集合，向中視遞交內含3000名動漫愛好者連署簽名，向中視索討「對於普通動漫愛好者」的「正式官方道歉」。這次活動的主辦單位強調他們的定位是「普通的動漫愛好者」，並非以「御宅族」為名義，同時希望參與者不要Cosplay出席，因為這不是「普通的動漫愛好者」的日常打扮。，也因此在網友們的談論之中，認為同屬相同性質，卻偏偏被割成兩派看待事物價值上的不同（可能為同內觀點對立）情況的說法呈現，經常與Cosplayer之間發生口水戰。
有些網友的看法則認為兩者都屬同一性質（可能覺得這類似同內對立之間的爭論根本毫無意義，認為同好們團結一心更是實在）。那次節目帶來影響讓很多同內人士覺得說根本就不了解真正的同好，因此造成許多御宅族同好們會很容易因此事件對外界產生敏感（疑似因外界節目經常在鏡頭前斷章取義、加油添醋而扭曲某些事實區分所造成，有些情況更是明顯）
網友們曾提出「不可未經三思而後行就隨便貿然獨斷般的妄下結論，人就是要互相尊重才能給予彼此方便，但千萬別當隨便」這個論點，引發各界御宅族注意，並為此事件感到群怒，且漸漸對那些既不了解，又不願互相尊重的外界人士們的言行舉止更易產生強烈反感。

### 香港

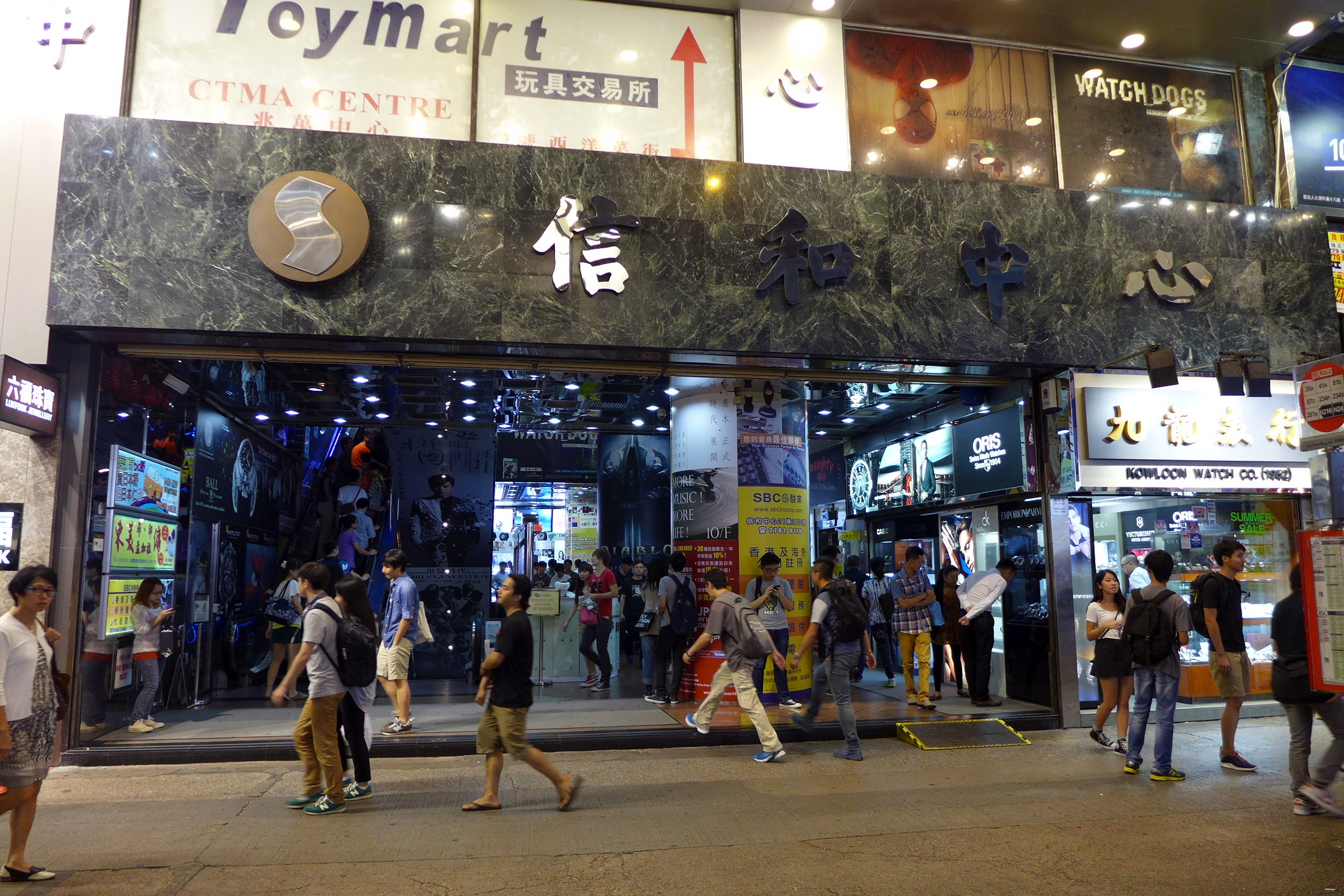
位於香港的信和中心，其是一個受香港御宅族歡迎的據點。

「我們都是御宅族」巡遊與「329御宅族宣言」
2009年3月29日，香港亦有御宅族的遊行。事源於當年3月15日，香港無綫電視（TVB）的新聞節目《星期日檔案》播出名為「港女‧講男」的特輯，節目把港男等同電車男及宅男，當中被認為有誤導及抹黑成份，引起網民的激烈迴響。節目播出後，以愛好動漫、隸屬「動漫廢物電台」的動漫評論員夏目貝及「漫遊者」為首，於網上發起了「我們都是御宅族巡遊」巡遊，目的是反對媒體霸權及為御宅族平反，除了提倡御宅族族群成員多樣化外，更認為即使是典型的電車男也有其優點，不應被抹黑。
27人於3月29日，從香港尖沙咀香港文化中心外出發遊行至旺角西洋菜街，沿途派發單張向途人解釋何謂御宅族。當日巡遊者有cosplayer及動漫特色打扮者，亦有一般服裝人士參與。
單張內容主要介紹御宅族、澄清一些誤解，及印有5條「329御宅族宣言」：
|  | 1. 我們出來，我們承認，我們敢言。 2. 我們有喜歡動漫畫的權利，與其他興趣愛好者擁有的權利一樣。 3. 我們可以是任何種族、年齡、性別、教育程度、職業、婚姻狀態及身份。 4. 我們與其他族群一樣擁有優點與缺點，反對以偏概全。 5. 我們反對主流傳媒行使文化暴力，向公眾散佈不盡不實的刻板形象。 |

是次行動終引起傳媒注目，翌日香港有7份報紙報導此事，無線電視對此亦即時作出回應。首先於巡遊翌日3月30日，在同台另一節目「東張西望」澄清電車男只是眾多御宅族的其中一類，並於同年4月17日的「東張西望」再次訪問御宅族，是次受訪者包括香港中文大學日本研究系講師何故、「329御宅族宣言」發起人之一的漫遊者、同人誌即賣會「Rainbow Gala」的主辦人小撒及其母親，從比較正面的方向介紹御宅族。
整個「329御宅族宣言」行動激起香港動漫愛好者及宅人的激烈反應，有擔心行動會越描越黑，亦有支持宅人勇敢走出來，毀譽參半，同時引起了網民廣泛討論御宅族的定義。

## 市場及類型

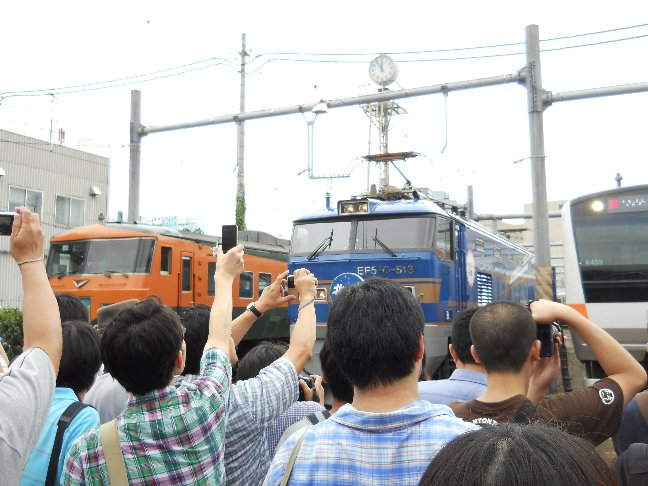
鐵道迷於2011年8月的年度東京車廠開放日活動中为列車拍照

野村綜合研究所有限公司對御宅族進行了兩項重大研究，首次研究於2004年進行，2005年則進行第二次研究，並對御宅族更为具體地的定義。2005年的研究把御宅族的興趣分為十二個主要領域，當中以漫畫为興趣的人數为最多，總計有35萬人，市場值8300億日元。偶像宅的規模則为次之，總計有28萬人，市場值610億日元。旅遊宅總計有25萬人，市場值810億日元。电腦宅有19萬人，市場值360億日元。電玩宅有16萬人，市場值210億日元。汽車宅有14萬人，市場值540億日元。動畫宅總計有11萬人，市場值200億日元。其餘五個分類分別為手機設備宅（7萬人，市場值80億日元）、影音設備宅（有6萬人，市場值120億日元）、相機宅（5萬人，市場值180億日元）、時尚宅（4萬人，市場值130億日元），以及鐵道宅（2萬人，市場值40億日元）。第二次研究的市場價值比2004年低很多，但2004年的定義集中於消費主義，而不是2005年研究中使用的「獨特心理特徵」。
而同年（2005年），IT Media News亦把此視為巨大的商機，認為不計算周邊商品，只計算映像、漫畫和遊戲的銷量下，「萌」這個市場值888億日元。

## 中文的「宅」
在中文裡傾向以其漢字字面意思，即「居住處」加以解釋，延伸原本意思，在此意義下的「宅」是指具備：經常足不出戶、流連網路、穿著不修邊幅、不擅言詞、缺乏對異性的魅力（主要受「電車男」影響）等形象，並只要符合上述形象，便會能以「宅」形容，同時也被用於自嘲。同時也作為商業炒作的詞彙，例如「宅經濟」。在此解釋下的宅和隱蔽青年或尼特族類似。

## 以御宅族為主角的作品
- 日本2004年的網路故事《電車男》，後改編為電視劇及電影，男主角為典型的御宅族形象。但其所使用之網路留言版為獨男版。
- 日本四格漫畫、2007年四月動畫《幸運☆星》裡面的女主角「泉此方」算是日本女性御宅的典型代表之一。日本漫畫《現視研》中除春日部咲以外之角色、《乃木坂春香的秘密》的女主角乃木坂春香、《旋風管家》的女主角三千院凪、《我的妹妹哪有這麼可愛！》的女主角高坂桐乃等大部分角色、《妄想少女御宅系》部分角色皆分別呈現各類御宅族之輕微特質、《只有神知道的世界》主角桂木桂馬、《電波教師》主角鑑純一郎、《不起眼女主角培育法》主角安藝倫也、澤村·史賓瑟·英梨梨和霞之丘詩羽、《銀魂》的志村新八和宅十四也有御宅族的特性，2015年連載漫畫《戀愛對御宅族很難》（ヲタクに恋は難しい）

## 相關族群
- 漫畫迷
- 日本动画迷
- 聲優迷
- 日本偶像迷
- 遊戲迷
- 人形迷
- 特攝迷
- 同人誌
- Cosplay迷
- 影視迷
- 模型迷
- 軍事迷
- 電腦迷
- 作畫迷
- 鐵道迷（anorak）
- 巴士迷
- 维基百科迷（Wikipediholic）

### 各界名人
- 麻生太郎
- 中川翔子